# Marjinský rajón
Marjinský rajón (ukrajinsky Мар'їнський район) byl rajón v Doněcké oblasti na Ukrajině. Hlavním městem byla Marjinka a rajón měl přibližně 90 tisíc obyvatel. 

## Sídla v rajónu
- Illinka
- Krasnohorivka
- Kurachove
- Marjinka
- Oleksandrivka
- Staromychajlivka